# 諾拉河 (謝列姆賈河支流)
諾拉河是俄羅斯的河流，由阿穆爾州負責管轄，屬於謝列姆賈河的右支流，河道全長305公里，流域面積16,700平方公里，河水主要來自雨水，每年十一月至翌年五月結冰。